# Hans-Jürgen Misselwitz
Hans-Jürgen Misselwitz (* 29. März 1950 in Altenburg) ist ein deutscher Politiker.

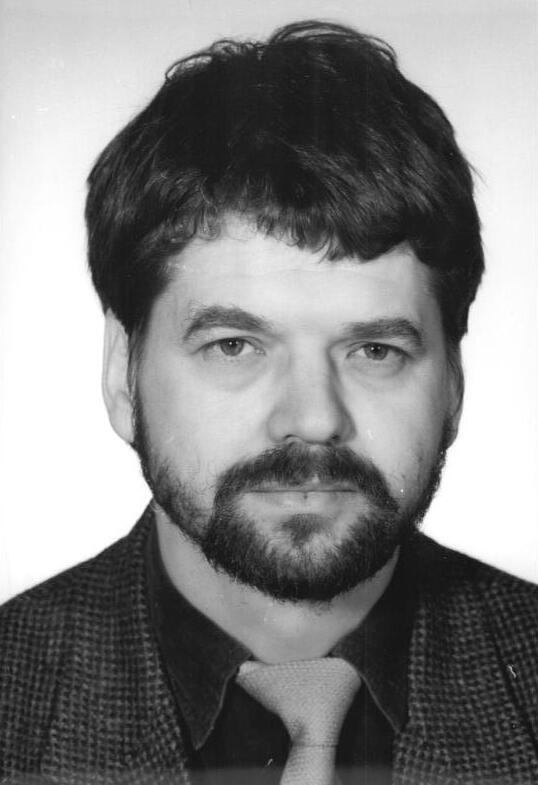
Hans-Jürgen Misselwitz (1990)

## Leben
Hans-Jürgen Misselwitz studierte Biologie und Biophysik an der Friedrich-Schiller-Universität Jena sowie an der Humboldt-Universität zu Berlin. Von 1974 bis 1981 arbeitete er als Biochemiker am Zentralinstitut für Herz-Kreislaufforschung der Akademie der Wissenschaften der DDR in Berlin-Buch und an der Humboldt-Universität. Nachdem er bereits seinen Grundwehrdienst bei der Nationalen Volksarmee geleistet hatte, verweigerte er sich einer erneuten Einberufung. Deshalb musste er seine Tätigkeit an der Humboldt-Universität beenden. Misselwitz begann daraufhin ein Theologie-Studium am Sprachenkonvikt Berlin und war im Herbst 1981 neben dem Grafiker Martin Hoffmann, Freya Klier, Vera Lengsfeld und anderen Gründungsmitglied des Friedenskreises Pankow, der größten Oppositionsgruppe in Ostberlin. Zusammen mit seiner Frau, der Pfarrerin Ruth Misselwitz, leitete er dessen Arbeit. Von 1987 bis 1988 war Misselwitz Stipendiat des Ökumenischen Rats der Kirchen in den USA. Im kirchlichen Dienst stand er ein halbes Jahr lang, von September 1989 bis März 1990 in Hennigsdorf.
Parallel dazu wirkte er in der SDP-Gründungsinitiative mit und engagierte sich ab Januar 1990 beim Aufbau der zentralen SDP-Arbeitsgremien. Ab März desselben Jahres saß Misselwitz für die Sozialdemokraten in der ersten frei gewählten Volkskammer, wurde Parlamentarischer Staatssekretär im Außenministerium und übernahm die Leitung der DDR-Delegation bei den Zwei-plus-Vier-Verhandlungen. Bis Dezember 1990 war er Mitglied des Deutschen Bundestages.
Von 1991 bis 1999 war Misselwitz Leiter der Brandenburgischen Landeszentrale für politische Bildung in Potsdam. Von 1999 bis August 2015 war er beim Parteivorstand der SPD tätig. Von 1999 bis 2005 war er Büroleiter von Wolfgang Thierse und von 2002 bis 2006 Kreisvorsitzender der SPD Pankow. Bis Ende 2010 war Misselwitz Geschäftsführer des Forum Ostdeutschland der Sozialdemokratie e. V. Seitdem arbeitete er im Referat Grundsatzfragen beim Parteivorstand; er ist beratendes Mitglied und Sekretär der Grundwertekommission der SPD. Außerdem ist er Mitglied und Schatzmeister des Willy-Brandt-Kreises. Aus Altersgründen beendete er 2015 seine Tätigkeit beim Parteivorstand der SPD. Gelegentlich äußert sich Misselwitz in Aufsätzen kritisch und „wider den Zeitgeist“ zu aktuellen politischen Ereignissen. Er ist Gründungsmitglied des Instituts Solidarische Moderne.
2021 wurde er mit dem Verdienstkreuz am Bande des Verdienstordens der Bundesrepublik Deutschland ausgezeichnet.
Misselwitz lebt seit 1972 in Berlin, heiratete seine Frau Ruth 1974 und hat zwei erwachsene Töchter.

## Veröffentlichungen (Auswahl)
- Nicht länger mit dem Gesicht nach Westen. Das neue Selbstbewußtsein der Ostdeutschen. Dietz, Bonn 1996, ISBN 3-8012-0235-6.
- mit M. Gumbert: Neuer Wein in neuen Schläuchen. In: D. Weidinger (Hrsg.): Politische Bildung in der Bundesrepublik. VS Verlag für Sozialwissenschaften, Wiesbaden 1996, ISBN 3-322-97345-X, S. 183–193, doi:10.1007/978-3-322-97345-0_21.
- Civic education in an era of social transformation. In: Dieter Segert (Hrsg.): Civic Education and Democratisation in the Eastern Partnership Countries. Bundeszentrale für politische Bildung, Bonn 2016, ISBN 978-3-8389-0697-3, S. 27–44.
- Das Jahr 1991 – Das Jahr Eins nach der deutschen Einheit und erste Risse in Europa. In: T. Olteanu, T. Spöri, F. Jaitner, H. Asenbaum (Hrsg.): Osteuropa transformiert. Springer VS, Wiesbaden 2017, ISBN 978-3-658-17817-8, S. 113–123, doi:10.1007/978-3-658-17818-5_7.
- 30 Jahre Zwei-plus-Vier-Vertrag: Kein Ende der Geschichte. In: Neue Gesellschaft/Frankfurter Hefte. Nr. 9, 2020 (frankfurter-hefte.de [abgerufen am 8. Dezember 2024]).
- Dafür & dagegen: War die bisherige Außenpolitik falsch? In: Neue Gesellschaft/Frankfurter Hefte. Nr. 4, 2022 (frankfurter-hefte.de [abgerufen am 8. Dezember 2024]).
- Was wird aus Europa?. in: Vorgänge 239/240 (07/2023)

als Herausgeber
- Zusammen mit Christoph Kleßmann, Günter Wichert (Hrsg.): Deutsche Vergangenheiten – eine gemeinsame Herausforderung. Der schwierige Umgang mit der doppelten Nachkriegsgeschichte. Ch. Links, Berlin 1999, ISBN 3-86153-180-1.
- Zusammen mit Richard Schröder (Hrsg.): Mandat für deutsche Einheit: Die 10. Volkskammer zwischen DDR-Verfassung und Grundgesetz. Leske und Budrich, Opladen 2000, ISBN 3-8100-2771-5.
- Zusammen mit Katrin Werlich (Hrsg.): 1989: Später Aufbruch – Frühes Ende? Eine Bilanz nach der Zeitenwende. Berliner Debatte Wiss. Verl., Berlin 2000, ISBN 3-931703-66-5.